# Lion-Peugeot

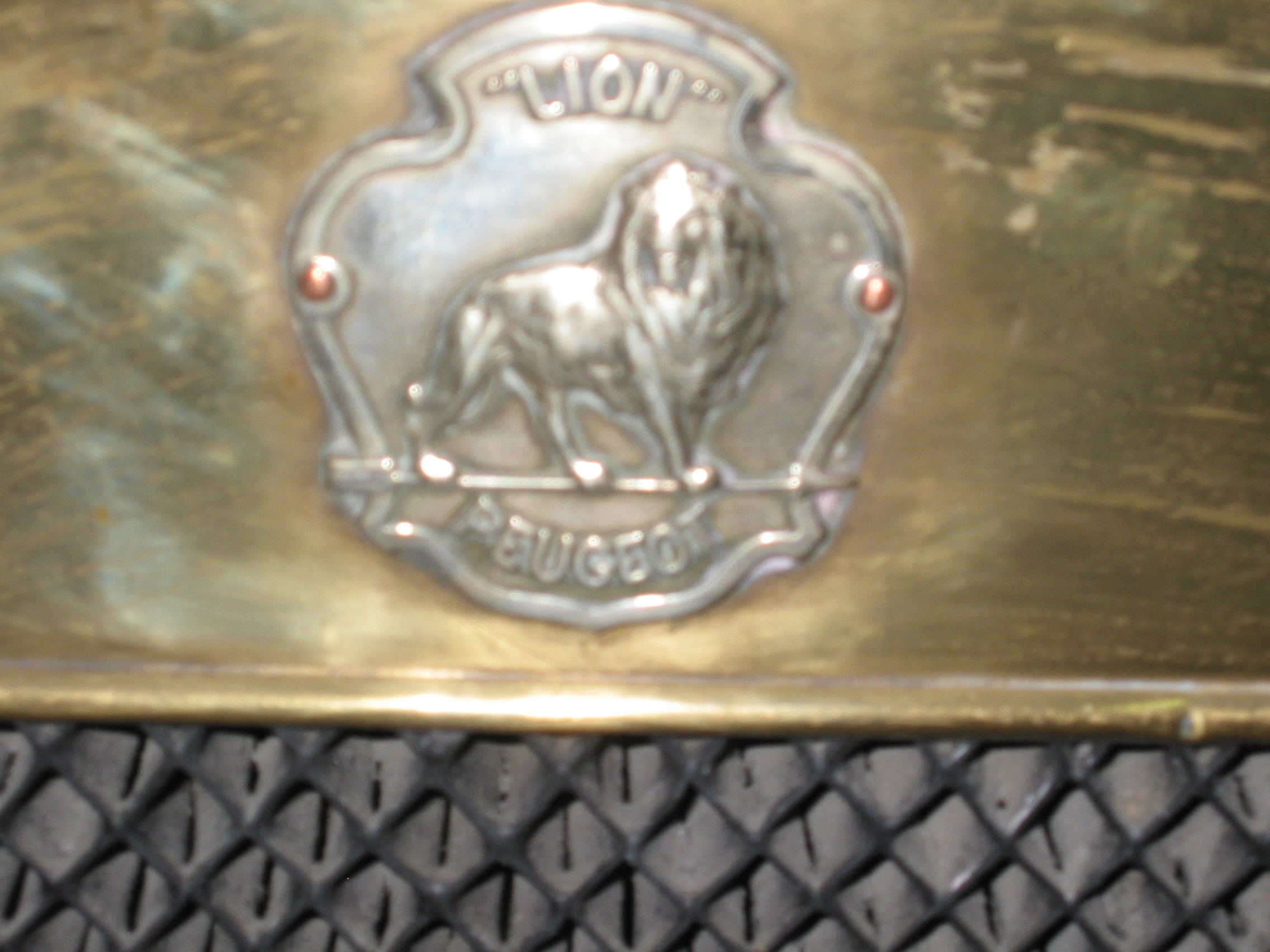
Embleem van Lion-Peugeot

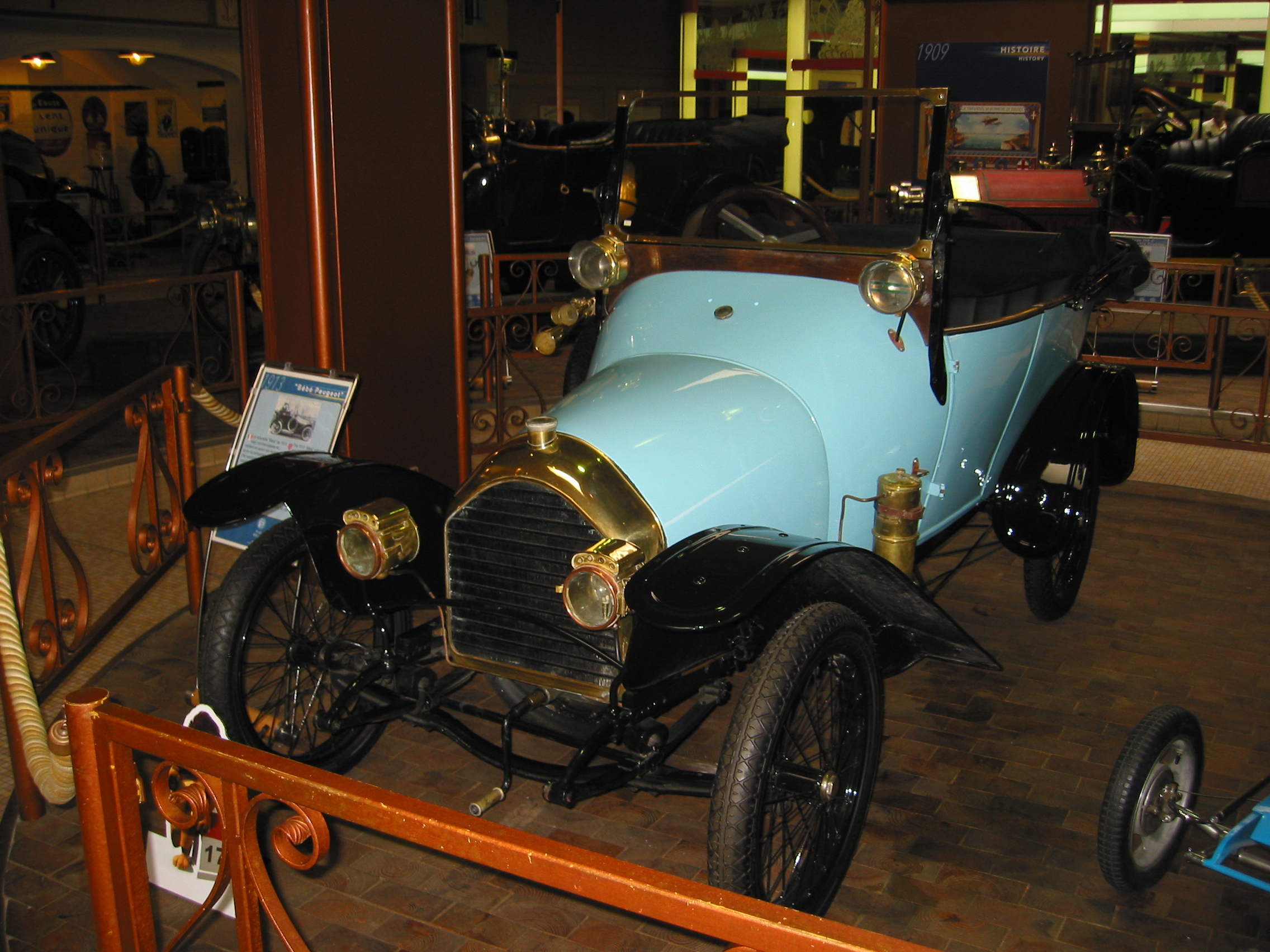
Lion-Peugeot model BP uit 1913

Lion-Peugeot was een Frans automerk, dat tussen 1905 en 1916 bestond.
In 1892 werd Les Fils de Peugeot Frères opgericht. In 1896 splitste Armand Peugeot zich af van dit bedrijf en richtte zich op de autoproductie. Hij sloot een overeenkomst af dat Les Fils geen auto's zou produceren. In 1905 gaf men aan toch auto's te willen maken en men kwam overeen dat elk jaar 1 miljoen frank aan Armand betaald moest worden.
In 1910 nam Armands Peugeot het moederbedrijf Les Fils over, maar bleef auto's produceren onder de naam Lion-Peugeot tot 1916.